# Club alpin belge
Le Club alpin belge (CAB) ou, selon sa dénomination la plus récente, Climbing Mountaineering Belgium (CMBEL) est la plus grande association d'alpinisme en Belgique. Il est responsable pour toutes les questions concernant les activités d'alpinisme, randonnée, ski-alpinisme et escalade glaciaire en Belgique. 
Il est membre fondateur de l'Union internationale des associations d'alpinisme (UIAA), dont le siège est à Berne (Suisse) et membre du Comité international de ski-alpinisme de compétition. À travers CMBEL, le Club alpin belge est également membre de l'European Union of Mountaineering Associations (EUMA), de l'International Federation for Sport Climbing (IFSC), de l'International Federation for Ski Mountaineering (IFSM), du Comité olympique et interfédéral belge (COIB), etc.

## Histoire
Il est fondé le 18 février 1883 au palais de la Bourse à Bruxelles et compte à sa fondation une centaine de membres parmi lesquels des avocats, des professeurs, des hommes politiques, des médecins, des officiers et des hommes de lettres. Avant cette date, les alpinistes belges se faisaient inscrire dans les clubs alpins en France ou en Suisse. Au départ, les activités des membres du club s'effectuent principalement dans les Alpes et parfois lors d'expéditions en dehors de l'Europe. En 1928, le Club alpin belge modifie ses statuts et devient une association sans but lucratif (ASBL) dotée de la personnalité juridique,.
En 1927, le Club alpin belge décide de financer la construction d'un refuge qui sera situé dans la région du glacier du Tour. L'inauguration du refuge Albert Ier a lieu les 29 et 30 août 1930 en présence d'Albert Ier, roi des Belges, alpiniste lui-même et membre du Club alpin belge. Grâce à la générosité du Club alpin belge, le refuge Albert Ier est agrandi et modifié et, en juillet 1935, il est une seconde fois inauguré. De même, les refuges Adèle Planchard (en 1927), de la Selle (en 1938) dans le massif des Écrins et de Leschaux dans le massif du Mont-Blanc (inauguré en 1968) ont été construits et financés par le Club alpin belge ou certains de ses membres.

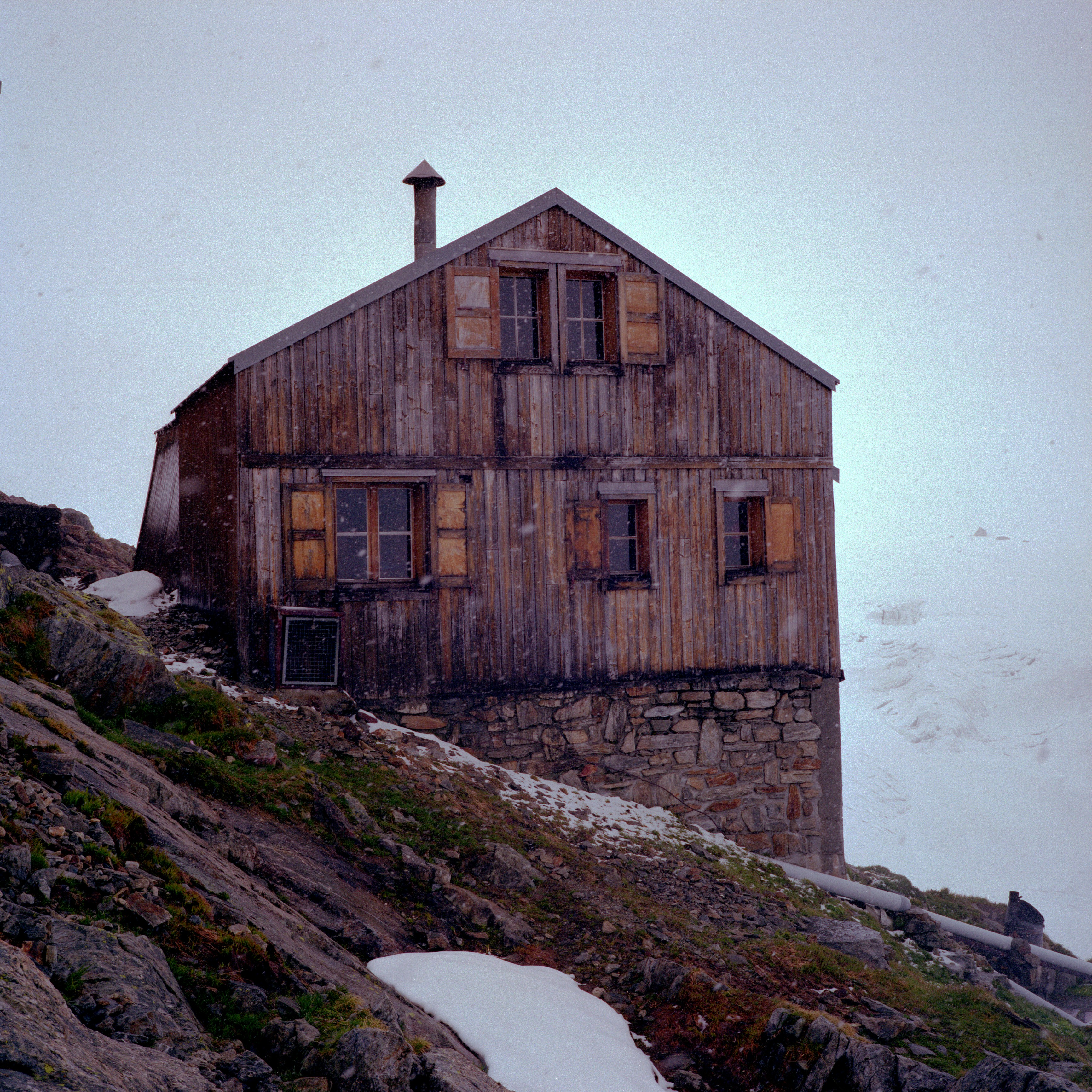
L'ancien refuge Albert Ier.

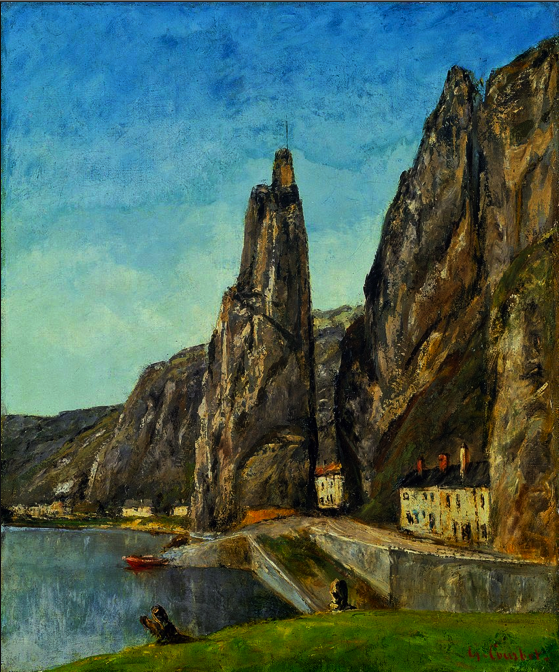
Le rocher Bayard entre Dinant et Anseremme.

À partir de 1926, le Club alpin belge lance la découverte de l'escalade sur les rochers belges. Entre 1928 et 1931, la situation évolue petit à petit et ces années voient le début de l’exploration des massifs rocheux belges : les rochers de Champalle à Yvoir, la Chandelle de Chaleux, le rocher Bayard à Dinant, sont les premiers objectifs des générations de jeunes alpinistes belges. L'intérêt est de s'entraîner d'abord sur les rochers belges pour se mesurer ensuite à des sommets dans des massifs alpins. À Freÿr, où l'on rencontre les plus hautes parois de Belgique (jusqu'à 120 mètres), c’est Xavier de Grunne, secrétaire-général du Club alpin belge, qui ouvre la première voie, la fissure Grunne, en juin 1930. C'est aussi à l'initiative de Xavier de Grunne que des sections régionales du CAB se créent à partir des années 1930.
Le Club alpin belge a organisé des expéditions sur d'autres continents. Dans l'entre-deux-guerres, la première expédition a lieu au Rwenzori à la frontière congo-ougandaise en 1932 et voit l'ascension du pic Marguerite (5 109 m), du pic Albert (5 100 m) en l'hommage du roi Albert Ier et de quelques autres sommets du massif du Rwenzori. À partir des années 1950, les expéditions du Club alpin belge ou de ses membres se multiplient sur tous les continents. En 1951, c'est une expédition franco-belge dans les Andes à la cordillère Blanche au Pérou qui gravit le sommet de l'Alpamayo (5 947 m). D'autres expéditions ont lieu au Hoggar, au Tibesti, au Groenland, dans le Grand Nord canadien et dans l'Himalaya. Au cours de ces années, Claudio Barbier et Jean Bourgeois sont des personnalités marquantes du club par leurs ascensions de haute difficulté. En 1982, Lut Vivijs, au sein d'une équipe belge, est la première femme à atteindre le sommet du Dhaulagiri, premier 8 000 m conquis par des alpinistes belges. Le 10 mai 1990, Rudy Van Snick est le premier Belge à gravir l'Everest. En 2011, Olivier et Nicolas Favresse ont obtenu le Piolet d'Or pour leur expédition au Groenland où ils ont gravi une série de grandes parois (également appelées « big walls »).
Le Club alpin belge loue et gère depuis de nombreuses années les sites majeurs de l'escalade en Belgique tels que Freÿr (à partir de 1934), Dave (rochers du Néviaux), Marche-les-Dames et les aiguilles de Chaleux. Il est également propriétaire du refuge Duchesne construit en 1959 au sommet des rochers de Freÿr. En 2020, on recense trente-cinq sites d'escalade en falaise tous situés en Wallonie. Depuis 1978, avec la scission du Club alpin belge, les rochers sont loués à différentes fédérations flamandes, francophones voire néerlandaises.

## Organisation[6]
En janvier 1978, le gouvernement belge impose la scission de la gestion gouvernementale de l’éducation physique et des sports en deux entités fédérées dans le cadre de la politique de fédéralisation des institutions belges : Sport Vlaanderen pour les néerlandophones et l’ADEPS pour les francophones.
Pour continuer à recevoir des subsides de ces deux organisations fédéralisées, le Club alpin belge se scinde en deux ailes le 13 juin 1978 :
- Club alpin belge-Ligue francophone (CAB) qui dépend de l'ADEPS ;
- Belgische Alpenclub-Nederlandse vleugel (BAC) qui dépend de Sport Vlaanderen.

À partir de 1978, pour les besoins d’une représentation nationale belge vis-à-vis de l’Union internationale des associations d'alpinisme (UIAA), les deux ailes sont chapeautées par le CAB-BAC.
Le CAB fédération francophone, dont le siège est situé à Namur, est composé en 2023 de 27 clubs fédérés sous forme d’ASBL. Il est reconnu par la fédération Wallonie-Bruxelles, subventionné par l’administration des Sports (ADEPS) et est géré par un conseil d'administration. Ses activités sont centrées sur l'escalade, l'alpinisme et la randonnée. En 2023, le CAB comptait plus de 5 000 membres. Depuis 1980, il publie une revue trimestrielle, Ardennes et Alpes. 
Le 8 septembre 2007, le BAC et le VBSF (Vlaamse Bergsport en Speleologiefederatie), fédération d'escalade néerlandophone au départ non reconnue, fusionnent et forment une nouvelle structure néerlandophone sous le nom de KBF (Klim en Bergsportfederatie) Vlaanderen dont le siège est situé à Zwijndrecht. KBF est reconnu et subventionné par Sport Vlaanderen. Cette fédération comptait en 2018 vingt-huit clubs organisés sous forme d'ASBL et gère huit sites d'escalade en Wallonie. En 2019, le KBF comptait environ 10 000 adhérents. Il publie une revue trimestrielle, Klim- en Bergsport magazine.
Au niveau national belge, Climbing Mountaineering Belgium (CMBEL), dont le siège est situé à Bruxelles, représente désormais les deux fédérations (CAB aile francophone et KBF Vlaanderen) auprès de l’Union internationale des associations d'alpinisme (UIAA) notamment pour la participation aux compétitions internationales.

## Missions
CMBEL est la fédération nationale belge responsable pour toutes les questions concernant l'escalade, la randonnée et l'alpinisme en Belgique. Son but est de promouvoir de nombreux sports liés à la montagne, fournir à tous les participants les moyens de pratiquer leur sport et développer ces sports en Belgique en utilisant ses contacts internationaux.
À cette fin, il agit en regroupant les fédérations flamandes et francophones en vue d'organiser des compétitions d'escalade nationales et internationales, de sélectionner les athlètes nationaux pour les compétitions internationales d'escalade (dont les Jeux olympiques), de ski-alpinisme et d'escalade sur glace et d'entretenir les rochers d'escalade en Belgique.

## Hommages
Le Club alpin belge a dans son passé désigné plusieurs présidents d'honneur pour leur contribution à l'alpinisme belge : parmi ceux-ci, on trouve le roi Albert Ier, le roi Léopold III et René Mallieux. En juin 1926, le roi Albert Ier a accordé son haut patronage au Club alpin belge voulant témoigner une marque d'intérêt tout particulier.